# Rivière Salmon (Ontario)
Pour les articles homonymes, voir Rivière Salmon et Salmon.
La rivière Salmon, en anglais Salmon River, littéralement « rivière du saumon » en français, est une rivière qui traverse le sud de la province de l'Ontario, au Canada. Elle prend naissance au lac Kennebec et se jette dans le lac Ontario au niveau de la baie de Quinte, près de la ville de Belleville.